# Randolph Caldecott

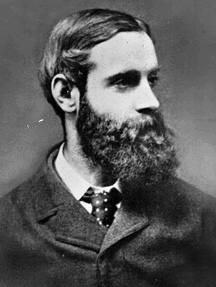
Randolph Caldecott.

Randolph Caldecott,  född den 22 mars 1846 i Chester, död den 12 februari 1886 i Saint Augustine, Florida, var en engelsk tecknare.
Caldecott utgav en mängd barnböcker med färglagda bilder och var en högt skattad medarbetare i den illustrerade pressen, framför allt i "Punch" och "The Graphic". 